# Andal Ampatuan junior
Andal Ampatuan junior war Bürgermeister der Stadt Datu Unsay in der philippinischen Provinz Maguindanao sowie der Sohn des Gouverneurs dieser Provinz, Andal Ampatuan senior Er wurde Ende November 2009 im Zusammenhang mit dem Massaker in Maguindanao als Hauptverdächtiger verhaftet.
Hintergrund ist der Vorwurf, er soll am 23. November 2009 den blutigen Überfall auf den Autokonvoi des Vizebürgermeisters von Buluan, Esmael Mangudadatu befohlen haben. Dieser sollte damit daran gehindert werden seine Kandidatur für die Gouverneurswahl im Mai 2010 einzureichen. Bei dem Überfall kamen 58 Menschen ums Leben, darunter 32 Journalisten. Ampatuan war ebenfalls als Kandidat für die Gouverneurswahlen in Maguindanao vorgesehen.
Andal Ampatuan stritt jede Schuld ab. Am 8. September 2010 begann der Prozess gegen Ampatuan. Neben ihm wurden 195 weitere Personen angeklagt.
Ampatuans Bruder Zaldy Ampatuan ist Gouverneur der Autonomen Region Muslim Mindanao. Er selbst war Mitglied der Regierungspartei Lakas-Kampi-CMD, der u. a. Präsidentin Gloria Macapagal-Arroyo angehört, wurde aber in Folge der Vorkommnisse vom Parteivorsitzenden und Verteidigungsminister Gilberto Teodoro entlassen.